# Kim Tae-yoon (cầu thủ bóng đá)
Đây là một tên người Triều Tiên, họ là Kim.
Kim Tae-yoon (tiếng Hàn Quốc: 김태윤; sinh ngày 25 tháng 7 năm 1986) là một hậu vệ bóng đá Hàn Quốc, thi đấu cho Gwangju FC.

## Thống kê sự nghiệp
Tính đến end of mùa giải 2011
| Thành tích câu lạc bộ | Thành tích câu lạc bộ | Thành tích câu lạc bộ | Giải vô địch | Giải vô địch | Cúp     | Cúp       | Cúp Liên đoàn                  | Cúp Liên đoàn                  | Châu lục | Châu lục  | Tổng cộng | Tổng cộng |
| Mùa giải              | Câu lạc bộ            | Giải vô địch          | Số trận      | Bàn thắng    | Số trận | Bàn thắng | Số trận                        | Bàn thắng                      | Số trận  | Bàn thắng | Số trận   | Bàn thắng |
| Hàn Quốc              | Hàn Quốc              | Hàn Quốc              | Giải vô địch | Giải vô địch | Cúp FA  | Cúp FA    | Cúp Liên đoàn bóng đá Hàn Quốc | Cúp Liên đoàn bóng đá Hàn Quốc | Châu Á   | Châu Á    | Tổng cộng | Tổng cộng |
| --------------------- | --------------------- | --------------------- | ------------ | ------------ | ------- | --------- | ------------------------------ | ------------------------------ | -------- | --------- | --------- | --------- |
| 2005                  | Seongnam Ilhwa        | K League 1            | 17           | 0            | 1       | 1         | 1                              | 0                              | -        | -         | 19        | 1         |
| 2006                  | Seongnam Ilhwa        | K League 1            | 12           | 1            | 1       | 0         | 9                              | 0                              | -        | -         | 22        | 1         |
| 2007                  | Seongnam Ilhwa        | K League 1            | 1            | 0            | 1       | 0         | 0                              | 0                              | 1        | 0         | 3         | 0         |
| 2008                  | Gwangju Sangmu        | K League 1            | 19           | 0            | 3       | 0         | 9                              | 0                              | -        | -         | 28        | 0         |
| 2009                  | Gwangju Sangmu        | K League 1            | 15           | 0            | 2       | 0         | 3                              | 0                              | -        | -         | 20        | 0         |
| 2009                  | Seongnam Ilhwa        | K League 1            | 1            | 0            | 1       | 0         | 0                              | 0                              | -        | -         | 2         | 0         |
| 2010                  | Seongnam Ilhwa        | K League 1            | 8            | 0            | 0       | 0         | 1                              | 0                              | 1        | 0         | 10        | 0         |
| 2011                  | Seongnam Ilhwa        | K League 1            | 25           | 0            | 5       | 0         | 3                              | 0                              | -        | -         | 33        | 0         |
| 2012                  | Incheon United        | K League 1            |              |              |         |           |                                |                                | -        | -         |           |           |
| Quốc gia              | Hàn Quốc              | Hàn Quốc              | 98           | 1            | 14      | 1         | 26                             | 0                              | 2        | 0         | 140       | 2         |
| Tổng                  | Tổng                  | Tổng                  | 98           | 1            | 14      | 1         | 26                             | 0                              | 2        | 0         | 140       | 2         |

## Danh hiệu

### Câu lạc bộ
Seongnam Ilhwa Chunma
- Giải vô địch bóng đá các câu lạc bộ châu Á 2010 Vô địch
- Cúp FA 2011 Vô địch